# Andrej Krasilnikaw
Andrej Krasilnikaw (Wit-Russisch: Андрэй Красільнікаў) (Brest, 25 april 1989) is een Wit-Russisch wielrenner die anno 2018 rijdt voor Holowesko-Citadel p/b Araphaoe Resources.

## Carrière
In 2009 won Krasilnikaw een etappe in de Coupe des Nations Ville Saguenay. Vier jaar later werd hij nationaal kampioen op de weg, wat hij twee jaar later herhaalde. In 2018 werd hij prof bij Holowesko-Citadel p/b Araphaoe Resources.

## Overwinningen
2009
4e etappe Coupe des Nations Ville Saguenay
2013
 Wit-Russisch kampioen op de weg, Elite
2015
 Wit-Russisch kampioen op de weg, Elite

## Ploegen
- 2011 –  Chipotle Development Team
- 2012 –  Chipotle-First Solar Development Team
- 2015 –  Minsk Cycling Club (tot 31-8)
- 2016 –  Holowesko-Citadel p/b Hincapie Sportswear
- 2017 –  Holowesko-Citadel Racing p/b Hincapie Sportswear
- 2018 –  Holowesko-Citadel p/b Araphaoe Resources

Brennan · Bryon · Carpenter · Clark · Flaksis · Hornbeck · Hough · Krasilnikaw · Lewis · McCabe · Rhim · Squire
Brennan · Bryon · Carpenter · Clark · Companioni · Eisenhart · Flaksis · Krasilnikaw · Lewis · Magner · Murphy · Rhim
Brøchner · Bryon · Bybee · Companioni · Dahlheim · Eisenhart · Flaksis · Gómez · Koontz · Krasilnikaw · Lewis · Lienhard · Murphy · Rhim · Sánchez · Schmitt